# 사회철학
사회철학(社會哲學, social philosophy)은 (일반적으로 인간의) 사회적 행동 양상에 관한 철학적 연구이다. 사회철학은 다양한 주제들을 다루는데 이는 개인적 의미론에서부터 법의 정당성까지, 사회 계약에서 혁명의 전제까지, 일상 활동에서부터 과학이 문화에 끼치는 영향까지, 인류 인구 구성 변화부터 꿀벌의 사회질서까지 등을 포괄한다.

## 하위 범주
사회철학은 사회의 경향과 복합 의미, 변화와 지향성들을 이해하려고 한다. 이것은 수많은 하위 학문을 파생시킨다.
사회철학은 윤리와 가치론과 중첩되는 분야가 많다. 사회철학의 다른 형태들은 국가와 정부를 사고하는 정치철학과 법철학 등이 있다. 이들 학문은 타 사회과학과 많은 부분을 공유한다. 동시에 사회과학은 사회과학철학의 탐구 대상이 된다.
이 밖에 언어철학과 사회인식론 등이 있다.

## 주요 쟁점
사회철학의 주요 쟁점을 나열해 보자면 다음과 같다.
- 권력에의 의지(will to power)
- 근대주의와 탈근대주의
- 개인주의
- 군중
- 재산
- 권리
- 권위
- 자유 의지
- 이념
- 문화 비평

## 사회 철학자
- 소크라테스
- 플라톤
- 공자
- 토마스 홉스
- 장 자크 루소
- 존 로크
- 카를 마르크스
- 에밀 뒤르켐
- 막스 베버
- 노엄 촘스키
- 위르겐 하버마스
- 테오도르 아도르노
- 표트르 크로폿킨

## 같이 보기
- 사회 이론
- 사회학 이론
- 사회학
- 비판 이론
- 비판적 인종 이론